# Belting (musique)
Pour les articles homonymes, voir Belting.
Le belting est une technique vocale utilisée de préférence dans le domaine de la comédie musicale, de la musique pop et de la soul, mais aussi dans d'autres genres musicaux (surtout apparentés au jazz). Le belting est parfois décrit comme une « voix de poitrine haute », bien que si cette technique est incorrectement effectuée, elle peut potentiellement être dommageable pour la voix. Il est souvent décrit comme un registre vocal, bien que cela soit également incorrect d'un point de vue technique ; il s'agit plutôt d'un terme descriptif pour l'utilisation d'un registre,.
Le belting est associé à un fort accolement des plis et une gestion spécifique[Laquelle ?] de la configuration laryngée et du conduit vocal pour produire une intensité sonore élevée. Cette approche est souvent utilisée pour exprimer des émotions puissantes, ajoutant une intensité dramatique ou expressive à l'interprétation musicale[source secondaire nécessaire].
Le belting est devenu courant dans les comédies musicales de Broadway après la performance d'Ethel Merman dans Girl Crazy (1930), notamment dans la chanson I Got Rhythm. La séquence d'ouverture du film Goldfinger de James Bond (1964) comporte une chanson-titre interprétée par Shirley Bassey, qui a fait du belting une qualité caractéristique des films de James Bond qui a perduré jusqu'au siècle suivant.

## Dangers possibles
Un belting mal exécuté peut entraîner une constriction des muscles entourant le mécanisme vocal. La constriction peut par conséquent entraîner une détérioration de la voix.